# Poitiers od Antiohije
Dinastija Poitiers od Antiohije je ogranak obitelji Potiers (čitaj: Poatje), francuske vlastelske obitelji, koja je vladala Poitiersom (kao grofovi) i Akvitanijom (kao vojvode) od IX. do XII. stoljeća. Poitiersi su kao kneževi Antiohije i grofovi Tripolija naslijedili dinastiju Hauteville.

## Kneževi Antiohije i grofovi Tripolija
- Konstanca, kći Bohemunda II. iz dinastije Hauteville (1130. – 1163.)
  - Raymond od Poitiersa (1136. – 1149.)
  - Rene od Chatillona (1153. – 1160.)
- Bohemund III. (1163. – 1201.), sin Raymonda od Poitiersa i Konstance → dinastija Poitiers od Antiohije
- Bohemund IV., grof Tripolija (1187. – 1233.) i knez Antiohije (1201. – 1216., 1219. – 1233.)
- Bohemund V., (1233. – 1252.)
- Bohemund VI., knez Antiohije (1252. – 1268., Antiohija je pala u ruke muslimana) i grof Tripolija (1252. – 1275.).
- Bohemund VII., grof Tripolija (1275. – 1287.)